# Olivier Ibanès
Olivier Ibanès (15 giugno 1971) è un ex pentatleta francese.

## Palmarès
In carriera ha conseguito i seguenti risultati:
- Europei

Drzonków 1999: argento nel pentathlon moderno a squadre.
Székesfehérvár 2000: argento nel pentathlon moderno staffetta a squadre e bronzo a squadre.